# Limnephilus peculiaris
Limnephilus peculiaris là một loài Trichoptera trong họ Limnephilidae. Chúng phân bố ở miền Cổ bắc.